# Rudolf Kazarinov
Rudolf Kazarinow, genannt Rudy, (* 1933 in der Sowjetunion) ist ein russisch-US-amerikanischer Festkörperphysiker.
Kazarinow studierte am Polytechnischen Institut in Leningrad mit dem Abschluss 1958 und wurde 1962 am Joffe-Institut promoviert. Im selben Jahr schlug er in einem Seminar von B. V. Tsarenkov einen Diodenlaser mit Heterostrukturen vor, was von Schores Alfjorow aufgegriffen wurde und  zu einem gemeinsamen Patent im März 1963 führte. Das Konzept führte zu einem Projekt am Joffe-Institut zur Implementierung von Laserdioden, das Ende der 1960er Jahre erfolgreich war.
1971 schlug er mit R. A. Suris Quantum Well Laser mit Interband-Übergängen vor. Das Konzept wurde 1994 als Quantenkaskadenlaser (QCL) an den Bell Laboratories durch Federico Capasso und Kollegen demonstriert. 1972 schlugen beide den Distributed Feedback Halbleiterlaser (DFB) vor.
1979 ging er an die Bell Laboratories. Dort arbeitete er unter anderem mit Charles H. Henry zusammen über neue Techniken zur Integrierten Optik und Rauschen in der Photonik.
1998 erhielt er den Quantum Electronics Award der IEEE-LEOS.